# Caenoplana coerulea
Espèce
Caenoplana coerulea est une espèce de vers plats terrestres du genre Caenoplana et de la famille des Geoplanidae (sous-famille des Rhynchodeminae).

## Description
Il s'agit d'un long ver plat étroit, mesurant de 6 à 12 cm, qui est brillant noir ou brun foncé sur la surface supérieure et mi-bleu en-dessous. La tête sur certains spécimens a un aspect rosâtre.

### Galerie photographique

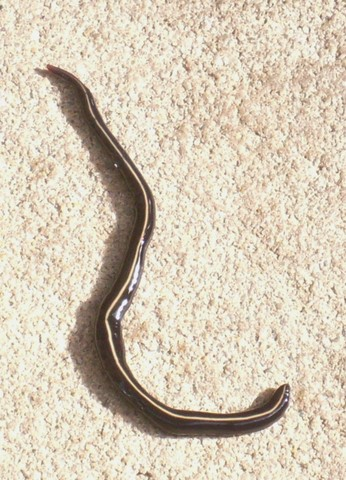
Caenoplana coerulea
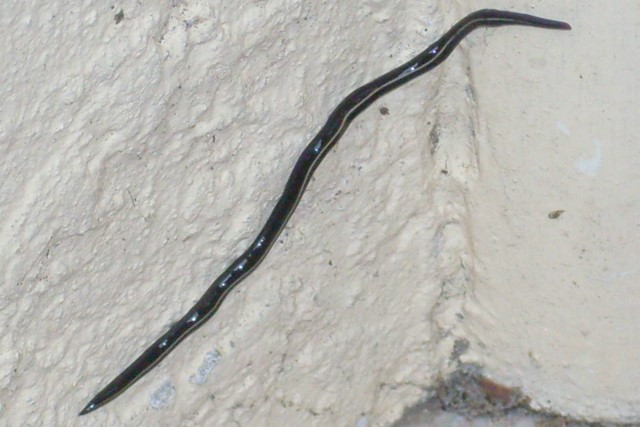
Caenoplana coerulea
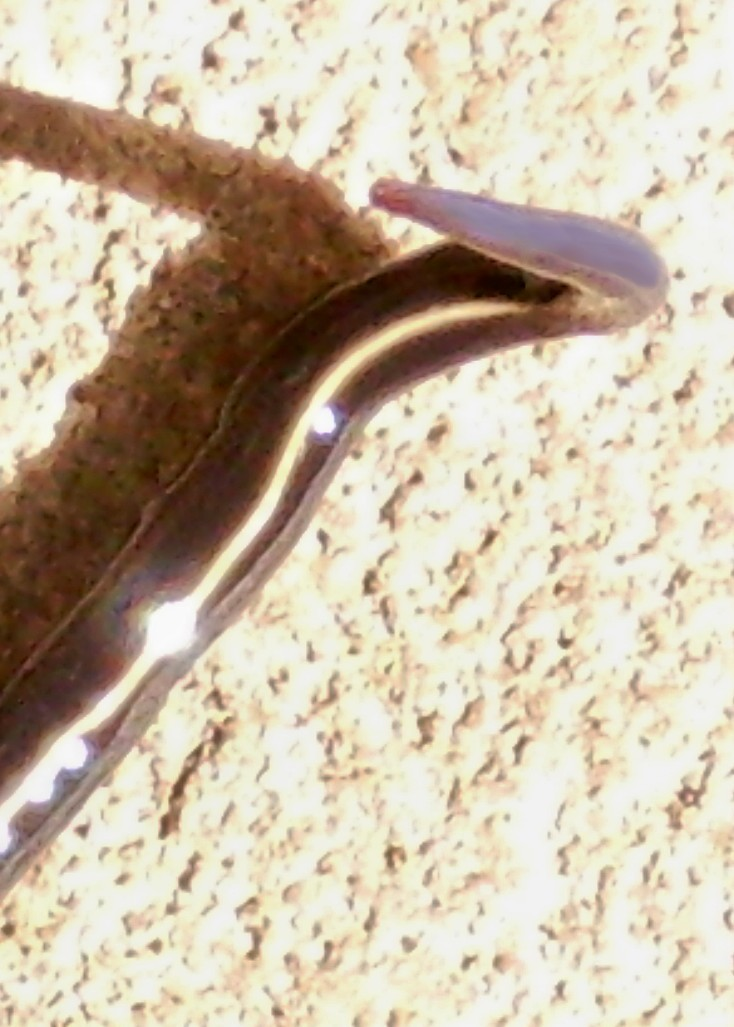
Caenoplana coerulea
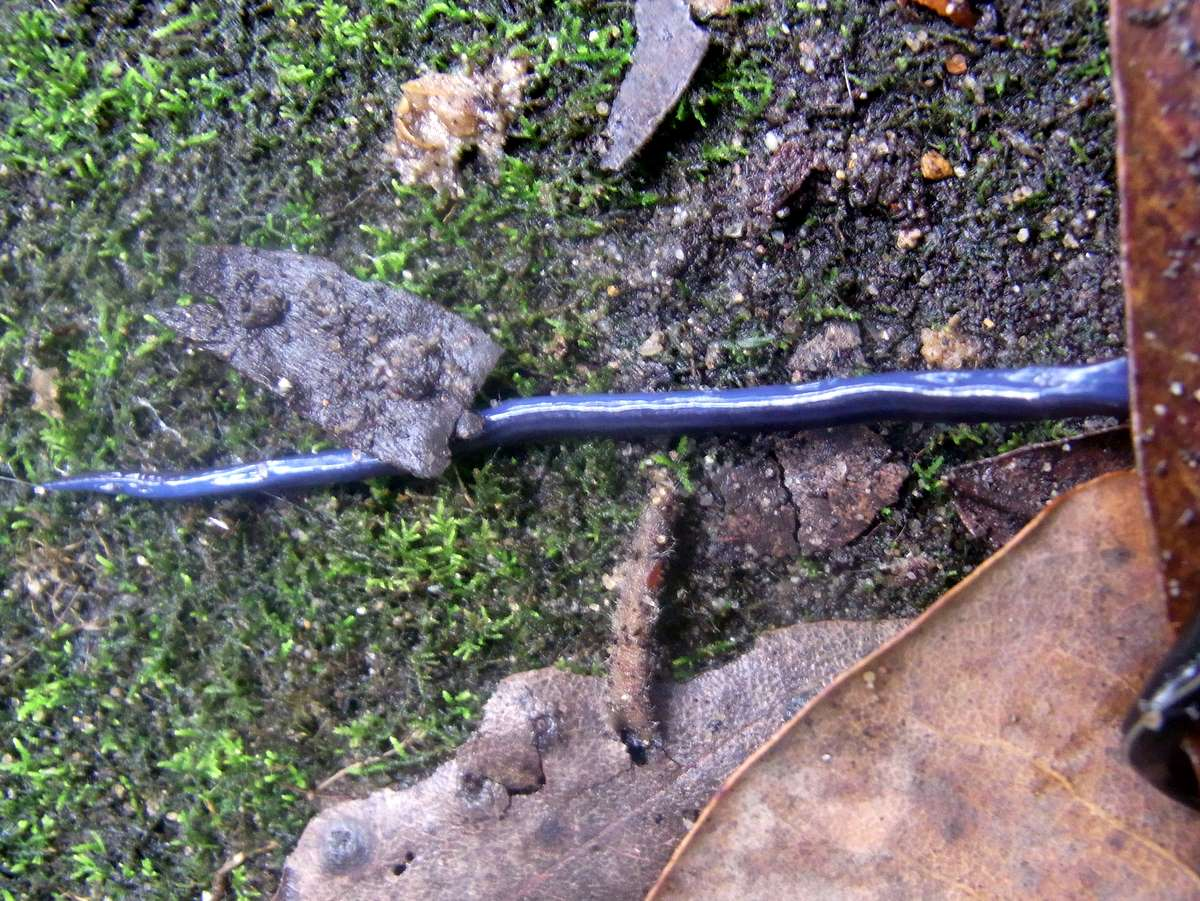
Caenoplana coerulea sur sa surface inférieure

## Écologie et comportement

### Comportement
Pendant les périodes sèches, Caenoplana coerulea s'abrite sous les rochers et dans les feuilles mortes. On le voit souvent après des périodes de fortes pluies.

### Alimentation
Il se nourrit essentiellement d'invertébrés qu'il trouve sur le sol forestier.

## Habitat et répartition

### Habitat
Ce ver plat se trouve dans les zones de forêts humides.

### Aire de répartition
Son aire de répartition naturelle est de l'Australie à la Nouvelle-Zélande mais l'espèce a cependant été introduite accidentellement aux États-Unis (dont notamment en Californie, en Floride, en Géorgie, au Texas, en Caroline du Sud et dans l'Iowa) et a également été repérée à Kilkenny en Irlande et en France dans le département de la Charente-Maritime en 2014.

## Systématique
Le nom valide complet (avec auteur) de ce taxon est Caenoplana coerulea H. Moseley, 1877.

### Sous-espèces
Selon World Register of Marine Species (22 janvier 2024), deux sous-espèces ont été identifiées :
- Caenoplana coerulea coerulea Moseley, 1877 ;
- Caenoplana coerulea vaga (Hyman, 1943).